# 甘雨镇
甘雨镇，是中华人民共和国四川省泸州市合江县下辖的一个乡镇级行政单位。

## 行政区划
甘雨镇下辖以下地区：
甘雨社区、流湾村、学堂村、庄子村、华石村、油榨村、黄桷村、瑞丰村、剑龙村、马村、兴隆村和槐花村。